# Fletcher Steele

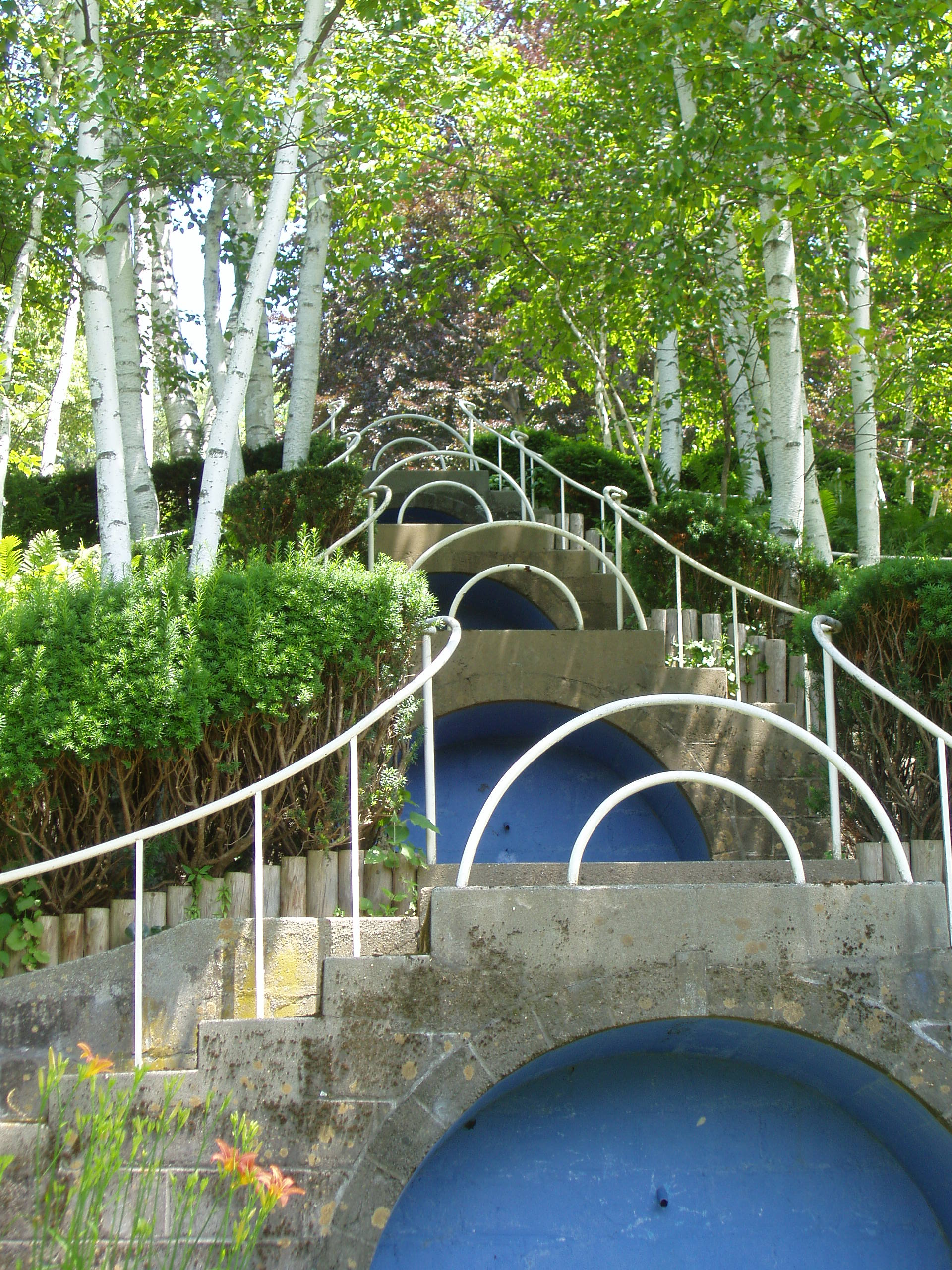
Blue Steps, Naumkeag.

Fletcher Steele (7. června 1885 – 16. července 1971) byl americký krajinářský architekt jemuž jsou připisovány projekty a realizace více než 700 zahrad od roku 1915 do doby jeho smrti.

## Život a dílo
Steele se narodil jako John Fletcher Steele v Rochesteru, New York.Jako syn právníka a pianistky vystudoval v roce 1907 Williams College a okamžitě se přihlásil na obor zahradní architektura na Harvardově univerzitu, kde byl jedním z jeho profesorů Frederick Law Olmsted, Jr. . V roce 1908 opustil Harvardovu univerzitu a přijal místo u amerického zahradního architekta Warrena H. Manninga.
V roce 1913 Steele cestoval čtyři měsíce po Evropě a studoval evropské vzory. Po svém návratu do Ameriky, si otevřel vlastní praxi. Jeho rané plány zahrad jsou zhotoveny podle vzoru hnutí Arts and Crafts (Umění a řemesla), ve stylu Gertrude Jekyll, Reginalda Blomfielda a T. H. Mawsona, ale zdobené italskými doplňky. Během světové války, Steele sloužil u amerického Červeného kříže (American Red Cross) v Evropě. Po konci války se řádně vrátil v létě.
Jeho konverze ke stylu art deco začala v roce 1925, když navštívil Expozice "Art Deco" Exposition Internationale des Arts Décoratifs et Industriels Modernes a viděl jeho příklady kubistické zahradě se zrcadly, betonem a barevným štěrkem. Od roku 1930 Steele psal osobnostem jako André Véra, Tony Garnier (architect) a Gabriel Guevrekian.
Steeleho návrhy a spisy z tohoto období byly pod vlivem přechodu od Art Deco k moderně. Dokázal zaujmout pojetím modernismu mladší studenty designu na Harvardově univerzitě, zejména Dana Kiley, Garretta Eckboa a Jamese C. Rose. Kiley později napsal, že „Steele byl jediný dobrý designér tvořící během dvacátých a třicátých let, a také jediný, kdo měl opravdu zájem o nové věci.“ " Eckbo poznamenal, že „Fletcher Steele byl přechodem mezi starou gardou a modernisty. Zajímal mě, protože to byl experimentátor.“ Steeleho vlastní návrhy však nebyly v moderním stylu, takže jeho práce byly zpravidla nemódní když přišlo období moderna.
Steele je známý řadou významných děl, jako Naumkeag, Ancrum House, Whitney Allen House, Standish Backus House, Turner House, Lisborne Grange. Jeho rozhodně nejslavnější dílo je Naumkeag.
Tyto projekty nebyly všechny vždy hodnoceny s ohledem na dobu vzniku a jen relativně nedávno historici začali oceňovat přínos Steeleho pro zahradní architekturu a krajinářskou tvorbu.
Steele je pohřben na hřbitově Mount Hope Cemetery v Rochesteru, New Yorku. Jeho dokumenty jsou archivovány v knihovně Kongresu, the Rochester Historical Society Archivováno 14. 9. 2013 na Wayback Machine. a v Franklin Moon Library, State University of New York College of Environmental Science and Forestry, New York. Obrázky ze sbírky rukopisů Steeleho lze nalézt v SUNY D-Space digital repository.

## Vybrané spisy
- Design in the little garden, Boston, The Atlantic Monthly Press, 1924.
- The House beautiful gardening manual; a comprehensive guide, æsthetic and practical, for all garden lovers, both those who are still planning their gardens on paper and those who have had gardening experience, including plant lists compiled with the help of horticulturalists in all sections of the country, and an introductory chapter on garden design by Fletcher Steele, Boston, The Atlantic monthly press, 1926.
- Gardens and people, Boston, Houghton Mifflin, 1964.

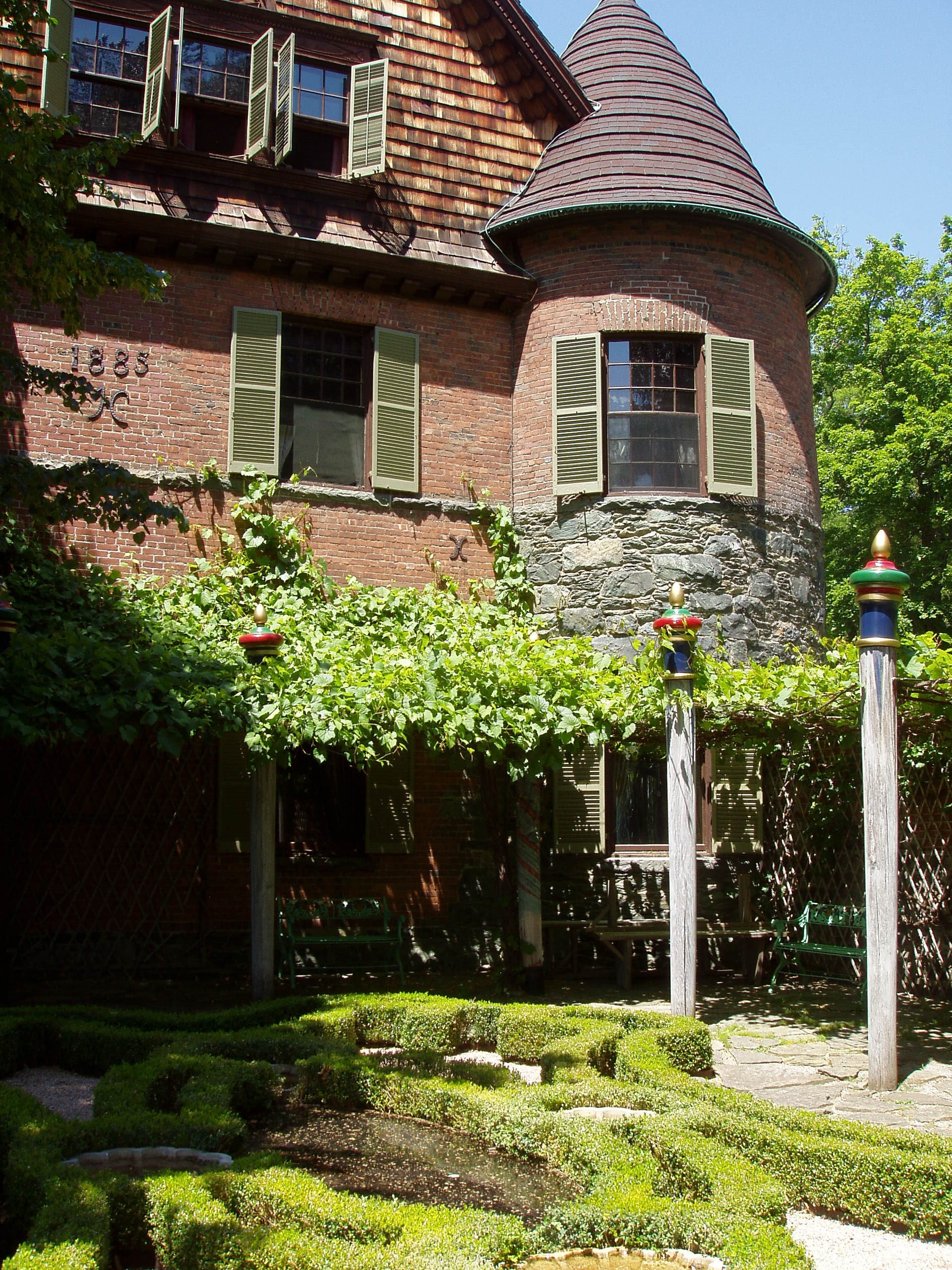
Afternoon Garden, (Odpolední zahrada), Naumkeag
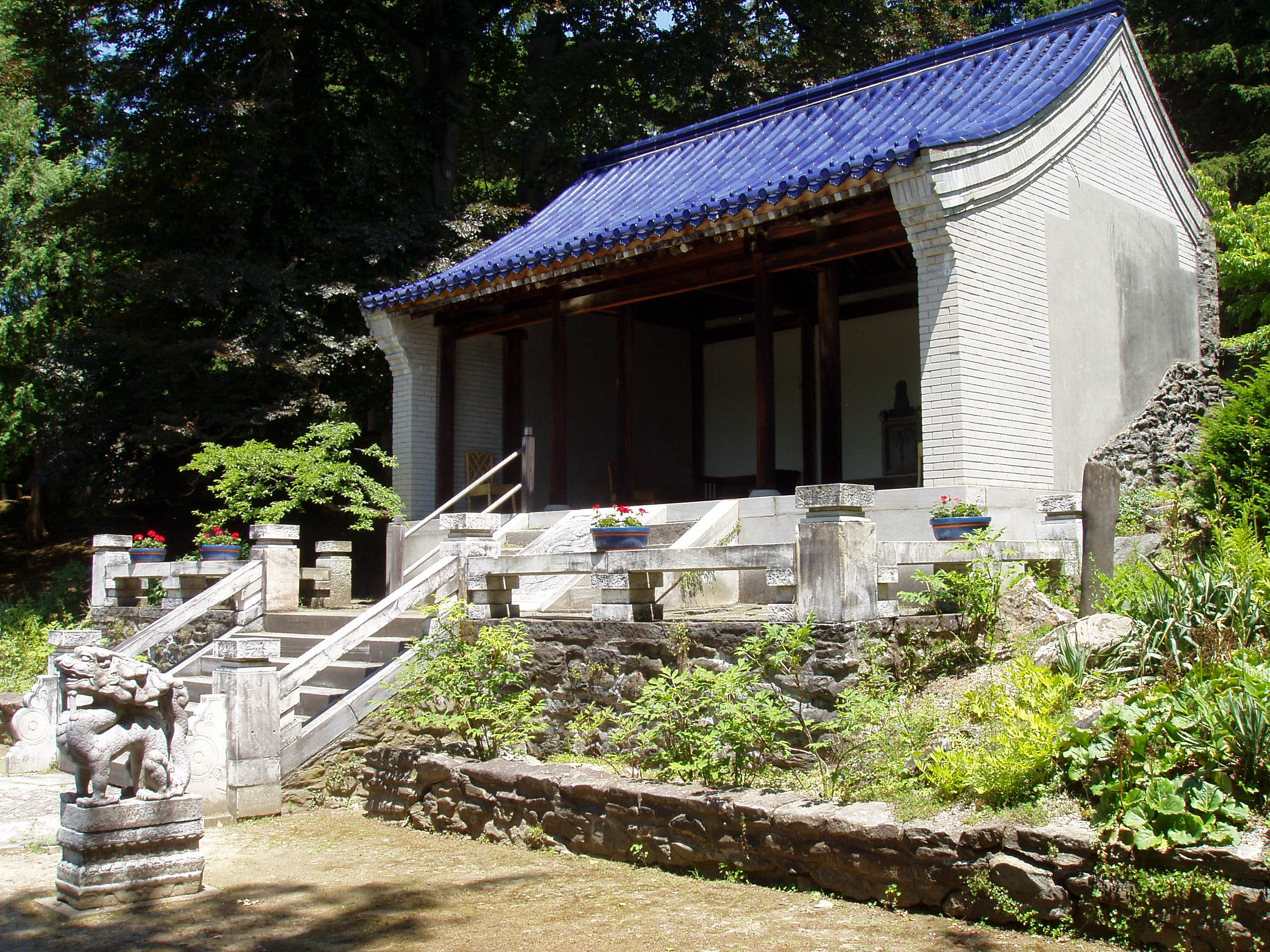
Chinese Garden, (Čínská zahrada), Naumkeag
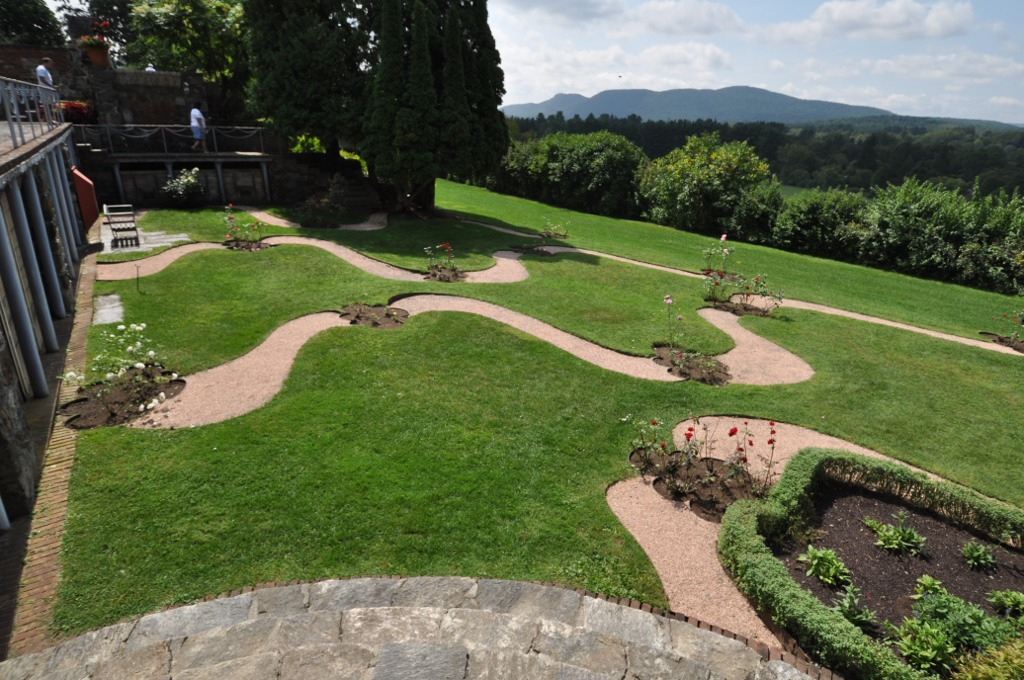
růžová zahrada, Naumkeag
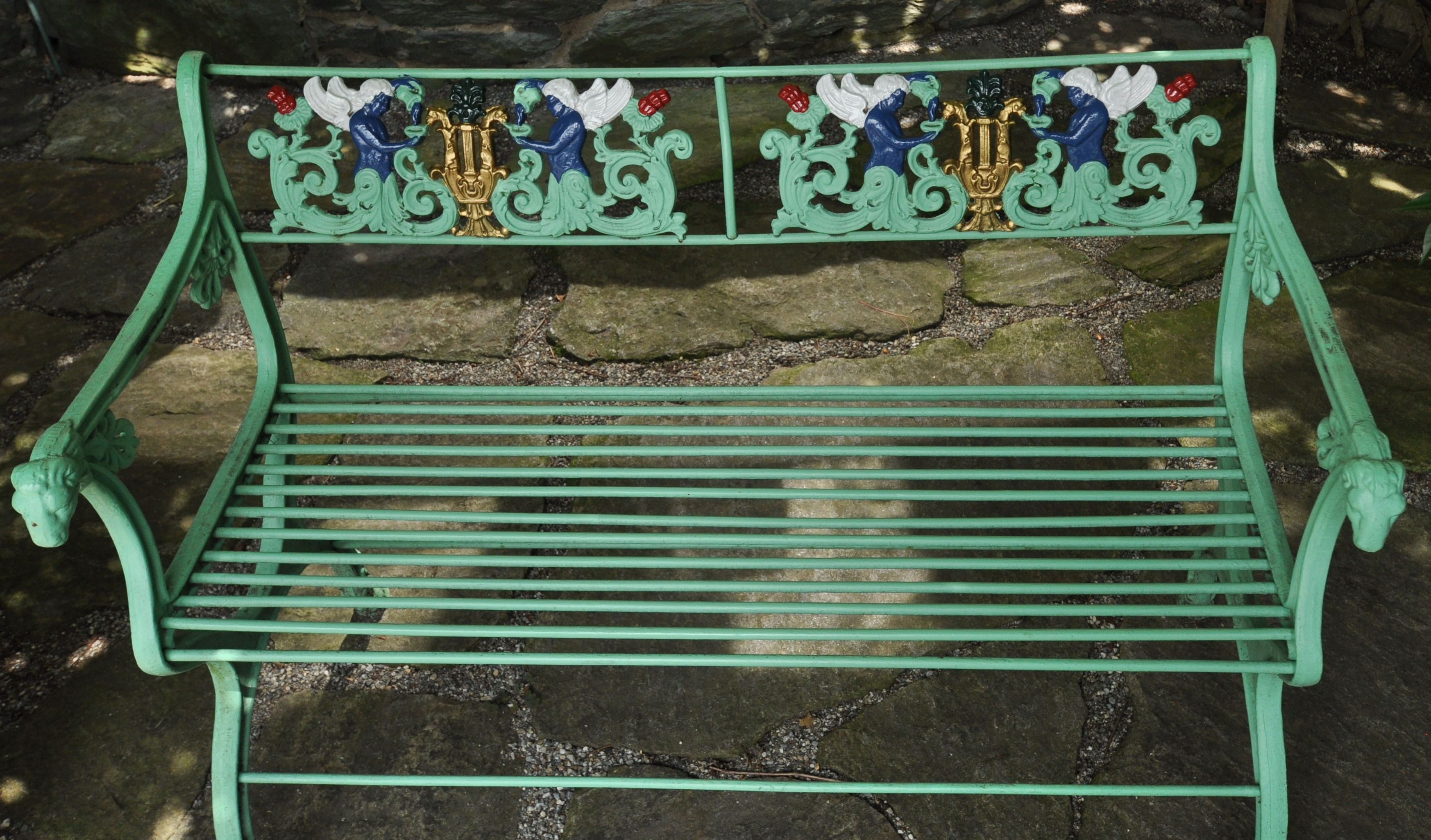
Zdobená lavička, Naumkeag
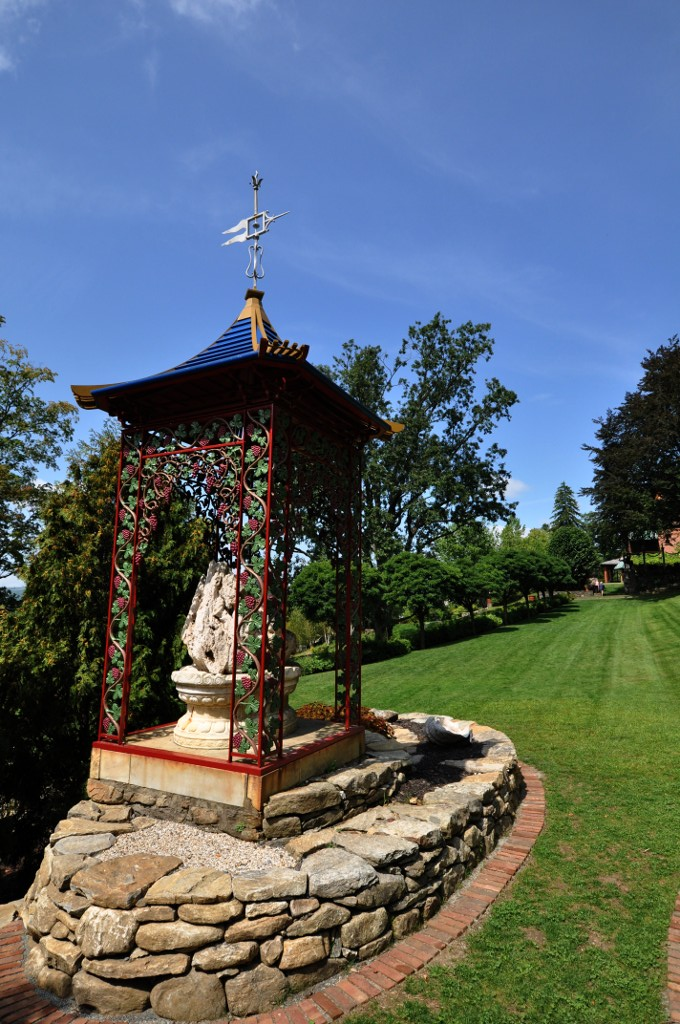
Jižní trávník
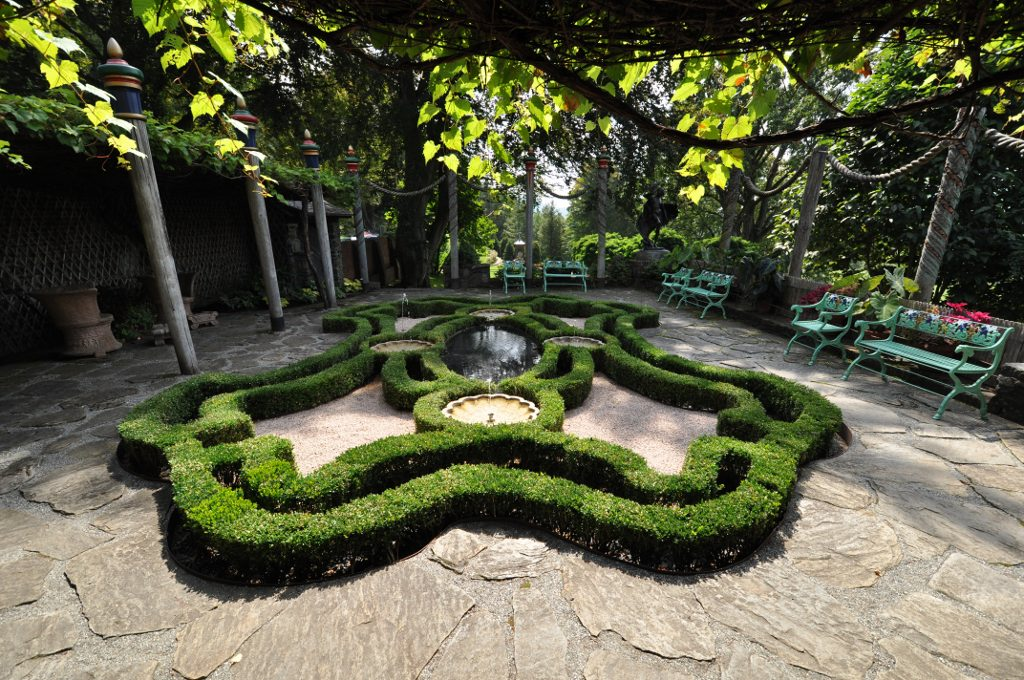
Afternoon Garden, (Odpolední zahrada), Naumkeag